# Jordi Canal i Morell
Jordi Canal i Morell (Olot, 1964) es un historiador español. Profesor de la École des hautes études en sciences sociales de París, ha escrito varios estudios sobre el carlismo y Cataluña.
Es autor de obras como El carlisme català dins l'Espanya de la restauració: un assaig de modernització política (1888-1900) (Eumo Editorial, 1998), El carlismo. Dos siglos de contrarrevolución en España (Alianza Editorial, 2000),
El carlismo y las guerras carlistas. Hechos, hombre e ideas (La Esfera de los Libros, 2003) —junto a Julio Aróstegui y Eduardo González Calleja—, Banderas blancas, boinas rojas. Una historia política del carlismo (1876-1939) (Marcial Pons, 2006), La historia es un árbol de historias. Historiografía, política, literatura (Prensas de la Universidad de Zaragoza, 2014), Historia mínima de Cataluña (Turner, 2015), Con permiso de Kafka. El proceso independentista en Cataluña (Península, 2018) y 25 de julio de 1992. La vuelta al mundo de España (Taurus, 2021), entre otras.
Se ha posicionado abiertamente en contra del procés soberanista catalán.